# Lorenzo Ferrer Martí
Lorenzo Ferrer Martí (Alcudia, Baleares, 1854 - Palma de Mallorca, 1928) fue un escultor español. Su obra, de carácter monumental, se adscribe al corriente ecléctico de la segunda mitad del siglo XIX.
Estudió como discípulo de Antonio Vaquero y a la vez fue profesor de Tomás Vila.

## Obras
- Reconstrucción de la parroquia de San Jaime de Alcudia (v.1876-1898): rosetones, retablo mayor y las capillas de San Sebastián, Nuestra Señora del Carmen y la Inmaculada Concepción.
- La Virgen de los Ángeles, en la Iglesia Parroquial de Pollensa (1886)
- El Cristo Resucitado, cementerio de Artá (1886)
- Santa Rita y San Andrés, en la parroquia de Santañí (1898)
- Conjunto Escultórico de la fachada de la Diputación Provincial Balear (1900)
- Reconstrucción de la Virgen de la Bonanova de la iglesia de Santa Ana de Alcudia.
- Decoración de las portadas de la Catedral de Mallorca (Colaboración)
- Decoración de las portadas de la iglesia Santa Eulalia de Palma de Mallorca (Colaboración)
- Retablo de la iglesia de Monte Sion de Porreras.
- Retablo del Pas de la Virgen de los Dolores en Palma de Mallorca.